# Майк Волфс
Майк Волфс (англ. Mike Wolfs, 2 вересня 1970) — канадський яхтсмен.
Срібний призер Олімпійських Ігор 2004 року в класі Зоряний.
Бронзовий призер Панамериканських ігор 2007 року в класі J/24.